# Sonhos (canção)
Sonhos é uma canção de autoria de Lincoln Olivetti, Robson Jorge e Mauro Motta, que foi gravada por Jane Duboc em 1987 no seu segundo álbum epônimo, e fez bastante sucesso, sendo uma das músicas mais conhecidas de sua carreira.
Segundo relatos, a canção foi composta pelo compositor e músico Robson Jorge ao seu filho, enquanto este dormia. E em seguida finalizada com Mauro Motta e Lincoln Olivetti.[carece de fontes?]
Em 1988, a canção fez parte da trilha-sonora da novela Fera Radical (Rede Globo), embalando o principal casal da trama, Cláudia e Fernando, vividos pela Malu Mader e José Mayer.
Segundo o site Mofolandia, ela foi a 79a música mais tocada no Brasil em 1988.

## Trilhas-Sonoras
| Ano  | Novela                    | Música   | Info                                                                                       | Ref.  |
| ---- | ------------------------- | -------- | ------------------------------------------------------------------------------------------ | ----- |
| 1988 | Fera Radical (Rede Globo) | "Sonhos" | Tema do principal casal da trama, Cláudia e Fernando, vividos pela Malu Mader e José Mayer | [ 6 ] |